# برايان بلانت
برايان بلانت (بالإنجليزية: Brian Plante)‏ (1956)؛ روائي أمريكي.